# BMW Ljubljana Open
BMW Ljubljana Open je moški teniški turnir tipa challenger, ki od leta 1990 poteka v Ljubljani na peščeni podlagi. 

## Zmagovalci

### Posamično
| Leto | Prvak                 | Finalist              | Rezultat finala   |
| ---- | --------------------- | --------------------- | ----------------- |
| 2011 | Paolo Lorenzi         | Grega Žemlja          | 6–2, 6–4          |
| 2010 | Blaž Kavčič           | David Goffin          | 6–2, 4–6, 7–5     |
| 2009 | Paolo Lorenzi         | Grega Žemlja          | 1–6, 7–6(4), 6–2  |
| 2008 | Ilija Bozoljac        | Giancarlo Petrazzuolo | 6–4, 6–3          |
| 2007 | Marco Mirnegg         | Mathieu Montcourt     | 7–6(5), 7–5       |
| 2005 | Rubén Ramírez Hidalgo | Massimo Dell'Acqua    | 6–7(2), 5–2, ret. |
| 2004 | Jiří Vaněk            | Björn Phau            | 5–7, 6–1, 7–6(5)  |
| 2003 | Jiří Vaněk            | Boris Pašanski        | 6–3, 3–6, 6–1     |
| 2002 | Arnaud Di Pasquale    | Juan Balcells         | 6–4, 6–3          |
| 2000 | Oliver Gross          | Juan Balcells         | 4–6, 6–1, 7–6(3)  |
| 1999 | Vladimir Volčkov      | Dinu Pescariu         | 7–5, 6–7(3), 6–4  |
| 1998 | Dinu Pescariu         | Adrian Voinea         | 7–6, 2–6, 6–3     |
| 1997 | Brett Steven          | Andrei Pavel          | 7–6, 6–2          |
| 1996 | Hicham Arazi          | Marcelo Filippini     | 4–6, 6–2, 6–4     |
| 1995 | Jordi Burillo         | Adrian Voinea         | 6–2, 6–1          |
| 1994 | Horst Skoff           | Tomás Carbonell       | 0–6, 6–4, 7–6     |
| 1993 | Daniel Orsanic        | Andrej Čerkasov       | 4–6, 6–2, 7–5     |
| 1992 | Magnus Larsson        | Mikael Tillström      | 6–4, 6–4          |
| 1991 | Slobodan Živojinović  | Andrej Olhovski       | 6–7, 7–6, 6–3     |
| 1990 | Magnus Larsson        | Diego Nargiso         | 7–5, 6–7, 7–6     |

### Dvojice
| Leto | Prvaka                                        | Finalista                              | Rezultat finala          |
| ---- | --------------------------------------------- | -------------------------------------- | ------------------------ |
| 2011 | Aljaž Bedene Grega Žemlja                     | Roberto Bautista-Agut Ivan Navarro     | 6–3, 6–7(10–12), [12–10] |
| 2010 | Nikola Mektić Ivan Zovko                      | Marin Draganja Dino Marcan             | 3–6, 6–0, [10–3]         |
| 2009 | Jamie Delgado Jamie Murray                    | Stéphane Robert Simone Vagnozzi        | 6–3, 6–3                 |
| 2008 | Juan Pablo Brzezicki Mariano Hood             | Rameez Junaid Philipp Marx             | 7–5, 7–6(4)              |
| 2007 | Aleksander Kudrjavcev Aleksander Krasnorovcki | Ivan Dodig Lovro Zovko                 | 7–6(9), 1–6, [10–6]      |
| 2005 | Paul Baccanello Lovro Zovko                   | Andrew Derer Joseph Sirianni           | 6–3, 6–3                 |
| 2004 | Giovanni Lapentti Rik de Voest                | Robert Lindstedt Michael Russell       | 6–3, 6–4                 |
| 2003 | Leonardo Azzaro Gergely Kisgyörgy             | Ivan Čerović Aleksander Slović         | 7–6(3), 6–3              |
| 2002 | Mariano Hood Edgardo Massa                    | Luis Horna Sebastián Prieto            | 7–5, 6–1                 |
| 2000 | Emilio Benfele Álvarez Álex López Morón       | Paul Rosner Jason Weir Smith           | 6–3, 6–4                 |
| 1999 | Massimo Valeri Tom Vanhoudt                   | Eduardo Nicolás Germán Puentes-Alcañiz | 7–6(8), 6–4              |
| 1998 | Marius Barnard Stephen Noteboom               | Alberto Martín Tomáš Anzari            | 7–6, 6–7, 7–6            |
| 1997 | Lucas Arnold Ker Daniel Orsanic               | David Škoch Fernon Wibier              | 6–0, 6–4                 |
| 1996 | Pablo Albano Lucas Arnold Ker                 | Rikard Bergh Shelby Cannon             | 6–1, 3–6, 6–1            |
| 1995 | Nicklas Kulti Mikael Tillström                | Shelby Cannon Stefan Kruger            | 6–4, 6–4                 |
| 1994 | Olivier Delaître Jean-Philippe Fleurian       | Kenneth Carlsen Mikael Tillström       | 6–1, 4–6, 6–1            |
| 1993 | Branislav Stanković Richard Vogel             | Hendrik Jan Davids Goran Prpić         | 6–4, 7–6                 |
| 1992 | Magnus Larsson Mikael Tillström               | Cristian Brandi Federico Mordegan      | 6–3, 6–2                 |
| 1991 | Andrej Olhovski Slobodan Živojinović          | Richard Vogel Daniel Vacek             | 7–5, 6–3                 |
| 1990 | Carlos Costa Francisco Roig                   | Omar Camporese Mark Koevermans         | 6–7, 6–4, 6–4            |